# Peratophyga grata
Peratophyga grata là một loài bướm đêm trong họ Geometridae.